# Édouard Vaillant
Édouard Vaillant (Vierzon, 28 de enero de 1840-Saint-Mandé, 18 de diciembre de 1915) fue un político francés.

## Biografía
Nació en Vierzon el 28 de enero de 1840. Participante de la Comuna de París, en la cual, según Friedrich Engels, fue uno de los pocos que «habían alcanzado una mayor claridad de principios» ya que «conocía el socialismo científico alemán». Posteriormente se exilió en Inglaterra, donde coincidió con Karl Marx y entró a formar parte del consejo de la Primera Internacional. En 1881 se convirtió en uno de los líderes del nuevo partido blanquista o Comité Revolucionario Central. Falleció en Saint-Mandé el 18 de diciembre de 1915.